# German Labour Delegation
Die German Labour Delegation (GLD) war eine sozialdemokratisch orientierte Organisation deutscher Emigranten in den USA zur Zeit der nationalsozialistischen Herrschaft in Deutschland.

## Entwicklung
Unterstützt vom Jewish Labor Committee, der Social Democratic Federation sowie der American Federation of Labor wurde die GLD am 10. März 1939 in New York City gegründet. Ziel war es, Kontakte zwischen den deutschen sozialdemokratischen Emigranten und der amerikanischen Arbeiterbewegung aufzunehmen. Nicht zuletzt sollte sie in Amerika versuchen, finanzielle Unterstützungsquellen für die Arbeit der Exil-SPD (Sopade) zu erschließen. Zum ersten Vorsitzenden wurde der ehemalige preußische Innenminister Albert Grzesinski gewählt. Sekretär wurde der spätere Landesminister in Schleswig-Holstein Rudolf Katz. Zu den Mitbegründern zählen auch der ehemalige Oberbürgermeister von Altona Max Brauer, Hedwig Wachenheim, die Mitbegründerin der Arbeiterwohlfahrt, der österreichische Sozialdemokrat Alfred Braunthal, Gerhart Seger, vormals Mitglied des Reichstages, sowie der Wirtschaftswissenschaftler Alfred Kähler. In der Folgezeit wurden noch Friedrich Stampfer, der ehemalige Chefredakteur des Vorwärts, der Gewerkschafter Siegfried Aufhäuser, Erich Rinner sowie Wilhelm Sollmann in den Ausschuss kooptiert. Im Jahr 1943 ging der Vorsitz der Gruppe auf Brauer und Aufhäuser über.
Als Sprachrohr gab die GLD die Neue Volkszeitung heraus. Das Blatt erschien anfangs als Tages- später als Wochenzeitung. Die Organisation hatte nur wenige Mitglieder. Sie zählten in der Weimarer Republik meist eher zum rechten Parteiflügel. Die Gruppe sprach sich daher strikt gegen eine Zusammenarbeit mit der KPD aus. Allerdings blieb ihre Wirksamkeit auch durch innere Konflikte begrenzt. Dazu gehörte der Streit um die Mitarbeit Grzesinskis im Council for a Democratic Germany, das sich als Sammelbecken der gesamten Emigration unter Einschluss der KPD verstand. Es gelang zudem kaum, tatsächlich Spendengelder aufzutreiben. Ein Büro konnte man nur mit Unterstützung des Jewish Labor Comitee unterhalten. Immerhin hat der Ausschuss 1940 dazu beigetragen, mehrere hundert gefährdete Sozialdemokraten vor der Verhaftung durch die deutschen Sicherheitsbehörden zu retten und aus Frankreich herauszubekommen. Die GLD befasste sich ferner mit dem Entwurf von Plänen zum Neuaufbau der freien Arbeiterbewegung und zur Einführung demokratischer Strukturen in einem postnationalsozialistischen Deutschland. Aufgrund ihrer Größe und ihrer planerischen Arbeiten wird sie von der Forschung gelegentlich als „Studiengesellschaft“ bezeichnet.